# Shaznay Lewis
Pour les articles homonymes, voir Lewis.
Shaznay Lewis née Tricia Marie Lewis le 14 octobre 1975 dans le quartier londonien d'Islington, est une auteure-compositrice-interprète et actrice anglaise, membre du groupe All Saints dont elle est une des fondatrices.

## Biographie
Shaznay Lewis est née d'une mère jamaïcaine et d'un père barbadien. Dès l'âge de 13 ans, elle participe à des concours de chant. Durant son adolescence, elle joue au football et dispute trois matches avec l'Arsenal Women Football Club. Elle retrouvera l'univers du ballon rond en tenant le rôle du capitaine d'une équipe de football dans le film Joue-la comme Beckham en 2002.
C'est lors d'une session d'enregistrement comme choriste dans un studio situé dans All Saints Road à Londres qu'elle rencontre Melanie Blatt en 1993. Les deux jeunes femmes deviennent amies et forment un groupe vocal avec une troisième chanteuse, Simone Rainford. Le groupe baptisé All Saints 1.9.7.5. abrège son nom en All Saints en 1995, peu de temps avant le départ de Simone Rainford qui est remplacée par Nicole et Natalie Appleton.
Le groupe connaît un succès international dès la sortie de son premier album en 1997. Shaznay Lewis est, des quatre membres, la principale parolière et compositrice. Son travail d'écriture est récompensé en 2001 par un Ivor Novello Award pour la chanson Pure Shores qu'elle a coécrite avec William Orbit. C'est aussi en 2001 que les All Saints se séparent.
En 2002, Shaznay Lewis s'oriente vers le cinéma et apparaît dans le film Joue-la comme Beckham réalisé par Gurinder Chadha et dans le court métrage Hideous Man écrit et réalisé par John Malkovich.
Le 19 juillet 2004 sort le premier album en solo de Shaznay Lewis, intitulé Open, dont trois singles sont extraits. L'album atteint la 22e place des charts britanniques.
Le 21 août 2004, la chanteuse se marie avec le danseur Christian Horsfall (alias Christian Storm) avec qui elle aura deux enfants, Tyler-Xaine, né en février 2006 et Tigerlily, née en novembre 2009.
Les All Saints se reforment en 2006, enregistrent un nouvel album, Studio 1, et se séparent de nouveau.
À partir de 2008, Shaznay Lewis multiplie les collaborations, en écrivant et en composant pour des artistes comme Wideboys, Westlife, StooShe ou Little Mix.
Depuis 2014, elle fait de nouveau partie des All Saints, reformées une deuxième fois.

## Discographie
Avec les All Saints
- 1997 : All Saints
- 2000 : Saints & Sinners
- 2006 : Studio 1
- 2016 : Red Flag (en)
- 2018 : Testament (en)

En solo
- 2004 : Open
- 2024 : Pages

## Filmographie
- 2002 : Joue-la comme Beckham (Bend It Like Beckham) de Gurinder Chadha : Marlena "Mel" Goines
- 2002 : Hideous Man de John Malkovich : Regina